# Adenomera
Adenomera é um gênero de anfíbios da família Leptodactylidae.
As seguintes espécies são reconhecidas:
- Adenomera ajurauna (Berneck, Costa, and Garcia, 2008)
- Adenomera amicorum Carvalho et al., 2020
- Adenomera andreae (Müller, 1923)
- Adenomera araucaria Kwet and Angulo, 2002
- Adenomera aurantiaca Carvalho et al., 2020
- Adenomera bokermanni (Heyer, 1973)
- Adenomera chicomendesi Carvalho, Angulo, Kokubum, Barrera, Souza, Haddad, and Giaretta, 2019
- Adenomera coca (Angulo and Reichle, 2008)
- Adenomera cotuba Carvalho and Giaretta, 2013
- Adenomera diptyx (Boettger, 1885)
- Adenomera engelsi Kwet, Steiner, and Zillikens, 2009
- Adenomera glauciae Carvalho, Simões, Gagliardi-Urrutia, Rojas-Runjaic, Haddad & Castroviejo-Fisher, 2020
- Adenomera gridipappi Carvalho et al., 2020
- Adenomera heyeri Boistel, Massary, and Angulo, 2006
- Adenomera hylaedactyla (Cope, 1868)
- Adenomera inopinata Carvalho et al., 2020
- Adenomera juikitam Carvalho and Giaretta, 2013
- Adenomera kayapo Carvalho et al., 2020
- Adenomera kweti Carvalho, Cassini, Taucce, and Haddad, 2019
- Adenomera lutzi Heyer, 1975
- Adenomera marmorata Steindachner, 1867
- Adenomera martinezi (Bokermann, 1956)
- Adenomera nana (Müller, 1922)
- Adenomera phonotriccus Carvalho, Giaretta, Angulo, Haddad, and Peloso, 2019
- Adenomera saci Carvalho and Giaretta, 2013
- Adenomera simonstuarti (Angulo and Icochea, 2010)
- Adenomera tapajonica Carvalho et al., 2020
- Adenomera thomei (Almeida and Angulo, 2006)